# Alberto Bial
Alberto Bial (São Paulo, 1952) é um basquetebolista, atualmente treinador do Fortaleza/Basquete Cearense. É irmão do apresentador de televisão Pedro Bial.

## Biografia
Foi jogador entre 1966 e 1972 em clubes como Fluminense, Flamengo, Club Municipal e Mackenzie. Depois seguiu a carreira de treinador onde dirigiu equipes como o Flamengo, Fluminense, Botafogo, Vasco da Gama, Liga Angrense e Universo-Ajax (GO).
No Vasco da Gama conquistou o Sul-Americano de 1998, além de ter sido campeão carioca, goiano e catarinense.
Treinou o Joinville BA, de Santa Catarina, de 2005 a 2011.
Bial também já comentou partidas pelo SporTV e na Rede Globo. 
Treinou por seis temporadas o time do Basquete Cearense, de 2012 até 2018.
Atualmente é técnico do Fortaleza/Basquete Cearense. 